# غوين نيلسون
غوين نيلسون (بالإنجليزية: Gwen Nelson)‏ هي ممثلة بريطانية (وحملت سابقاً جنسية المملكة المتحدة لبريطانيا العظمى وأيرلندا)، ولدت في 30 يونيو 1901، وتوفيت في 15 أكتوبر 1990 في المملكة المتحدة.

## وصلات خارجية
- غوين نيلسون على موقع IMDb (الإنجليزية)
- غوين نيلسون على موقع قاعدة بيانات الفيلم (الإنجليزية)